# Roldan Oficines i Despatxos
Roldan Oficines i Despatxos és una empresa mallorquina. El 2004, en la XVIII edició dels Premis 31 de desembre, va rebre el Premi de Francesc Borja Moll per l'ús actiu del català en l'àmbit del comerç, en què l'entitat havia estat capdavantera.